# Polizel de Rodes
Polizel de Rodes (en llatí Polyzelus, en grec antic Πολύζηλος) fou un historiador grec de data incerta, nadiu de Rodes.
Va escriure l'obra Ροδιακά ("Rodíaca"), sobre l'illa, que menciona Ateneu de Naucratis. Sembla que va escriure també algunes altres obres de les que no consten referències ni títols, excepte una sobre la vida del legislador Soló, que Plutarc utilitza com a font.